# Antiguo convento de Nuestra Señora la Virgen del Socorro de Jérica
El antiguo convento de Nuestra Señora la Virgen del Socorro (Socors), sito en la calle del Río de la localidad de Jérica, en la comarca del Alto Palancia (provincia de Castellón, España) es un templo católico renacentista con portada manierista que data de mediados del siglo XVIII.
Está catalogado como Bien de Relevancia Local según consta en la Dirección General de Patrimonio Artístico de la Generalidad Valenciana, con código identificativo: 12.07.071-014.
Del convento solo queda en la actualidad la iglesia, que es de propiedad municipal.

## Historia
El 7 de octubre de 1570, Fray Rodrigo de Solís funda el Convento del Socorro, de la orden de Agustinos, pero se cree que no disponía del necesario permiso del Clero, por lo que se encargó de la defensa de su jurisdicción y derechos Francisco del Vayo.
Según se desprende de los "Informes del Obispo Ginés de Vasanova sobre el estado de la Diócesis de Segorbe", en el siglo XVII, en concreto en 1625 y 1635, se habla de la existencia de dos conventos del Socós, uno perteneciente a la orden de los Agustinos, mientras que el otro sería de los Capuchinos. La misma información se desprende de los informes aportados por el Obispo Serrano de Sotomayor al papa Inocencio X entre los años 1640-46, en los que se hace referencia a dos conventos de varones uno de ermitaños de San Agustín y otro de Capuchinos.
En tiempos de la desamortización (1836-1845) el convento de los Agustinos de Jérica fue cedido por el Gobierno para que se utilizara como “Casa de Ayuntamiento”, para todas sus dependencias, permitiendo el mantenimiento de la iglesia como templo abierto al culto. Según autores como Ferrer y Julve, una parte de las instalaciones conventuales fueron utilizadas como escuela, mientras que otras sirvieron para otros menesteres, siendo incluso teatro. Ya en estos momentos el estado de conservación de la iglesia de la torre amenazaba ruinas.
Así, el antiguo Convento de Agustinos del Socorro, que fue erigido durante el siglo XVI en la parte de extramuros de la población de Jérica, durante el conflicto bélico del 36 la iglesia conventual, que era de lo poco que quedaba del convento en ese momento, fue saqueada y destruida, aunque no totalmente.
Más tarde pasó a ser propiedad de la Cámara Agraria de Jérica, que acabó utilizando las instalaciones como almacén; pero a finales del siglo XX vuelve a pasar a manos del Ayuntamiento de Jérica que decidió al menos acondicionarlo para poder utilizar su interior como sala de conciertos, para charlas y ponencias, exposiciones, etc.

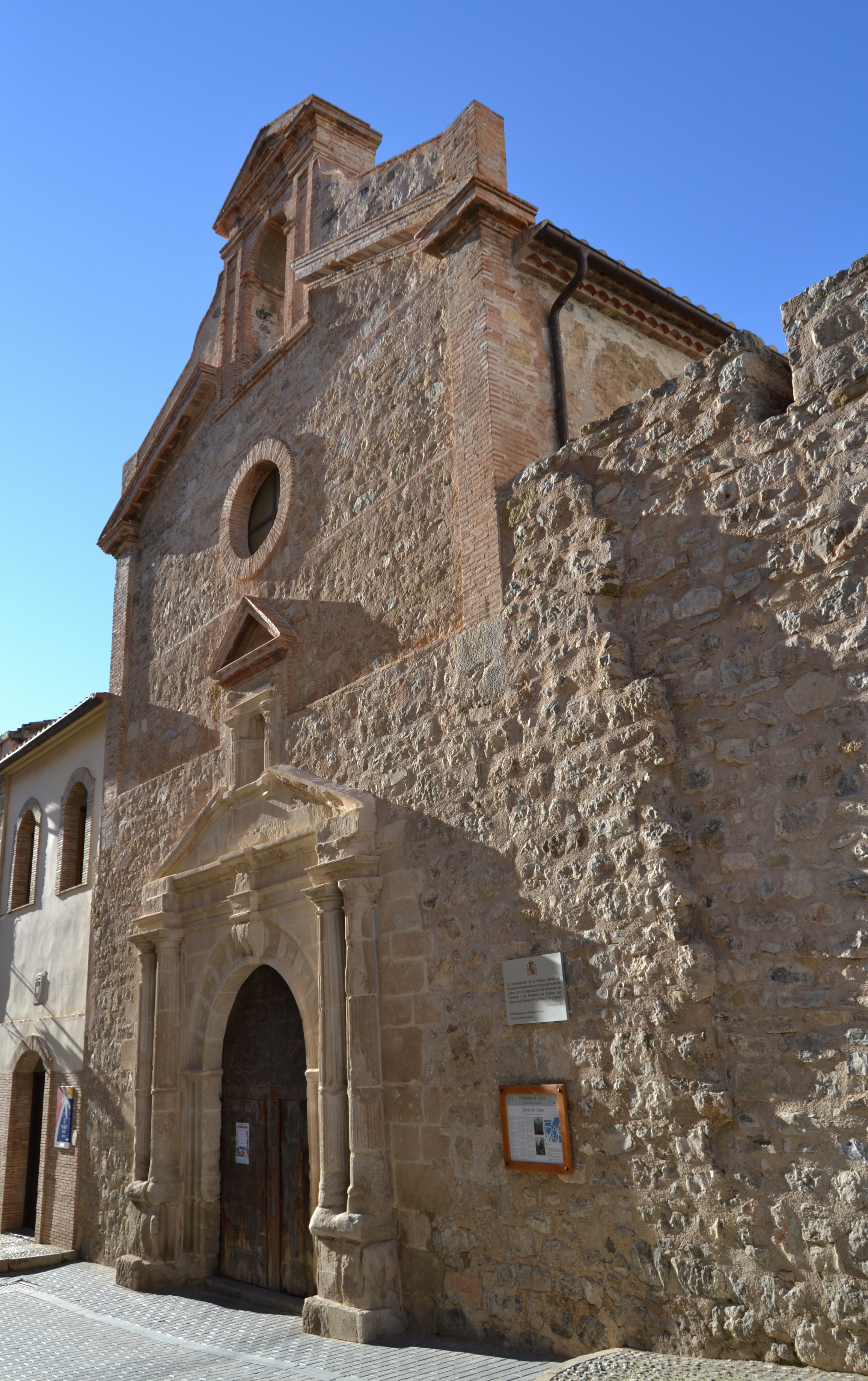
Vista exterior.
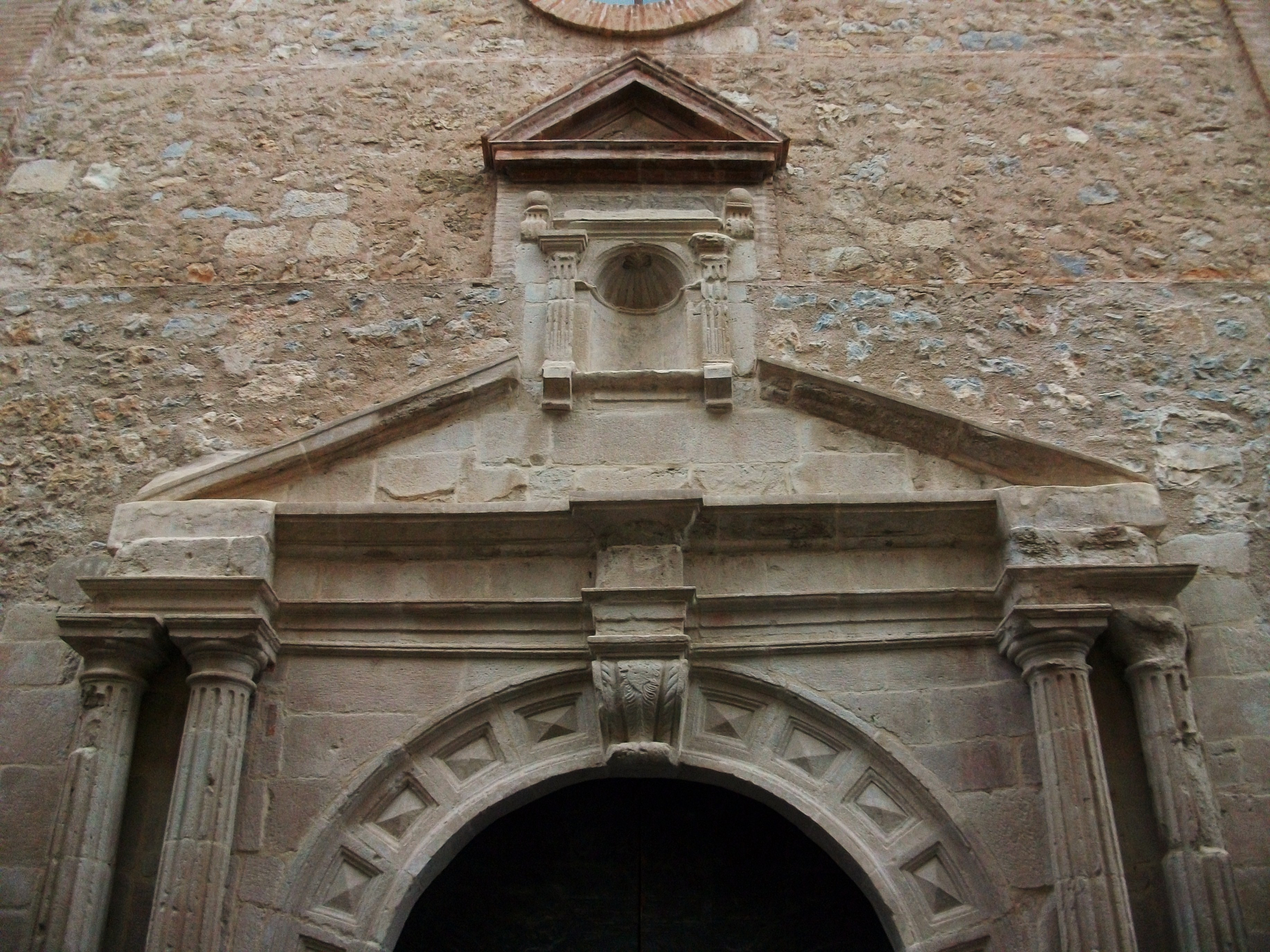
Puerta.
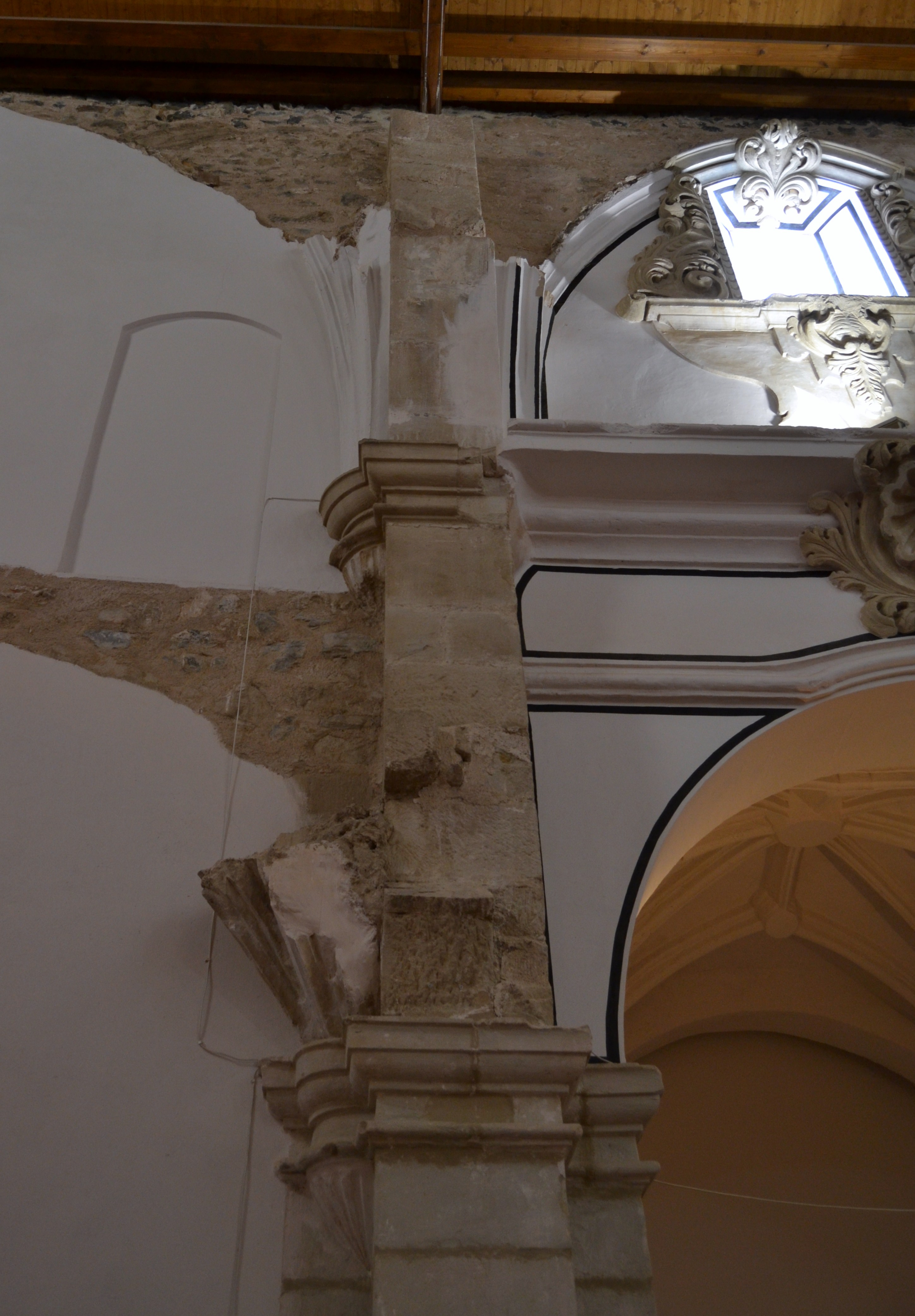
Detalle de una pilastra.
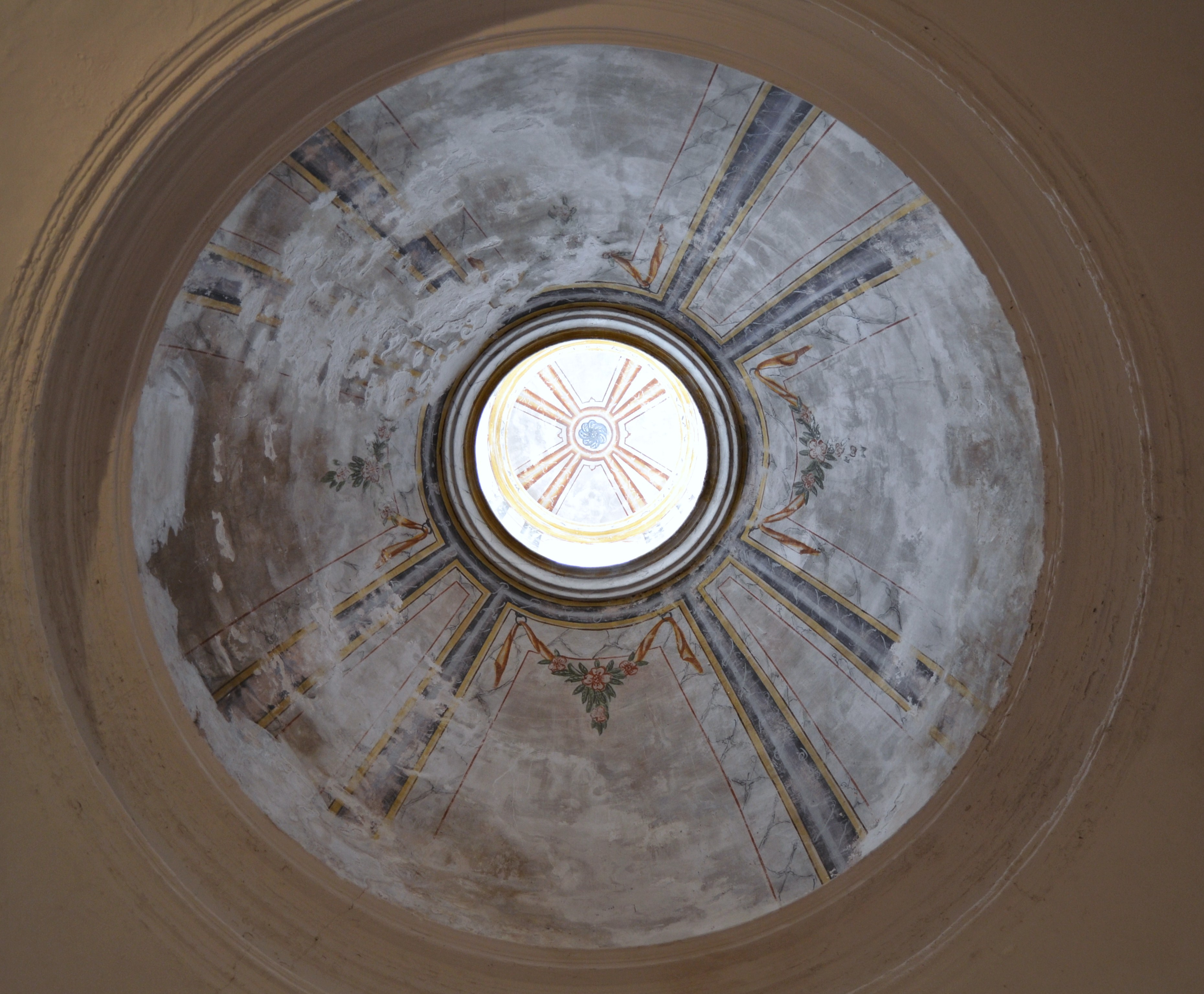
Cúpula de una capilla lateral.
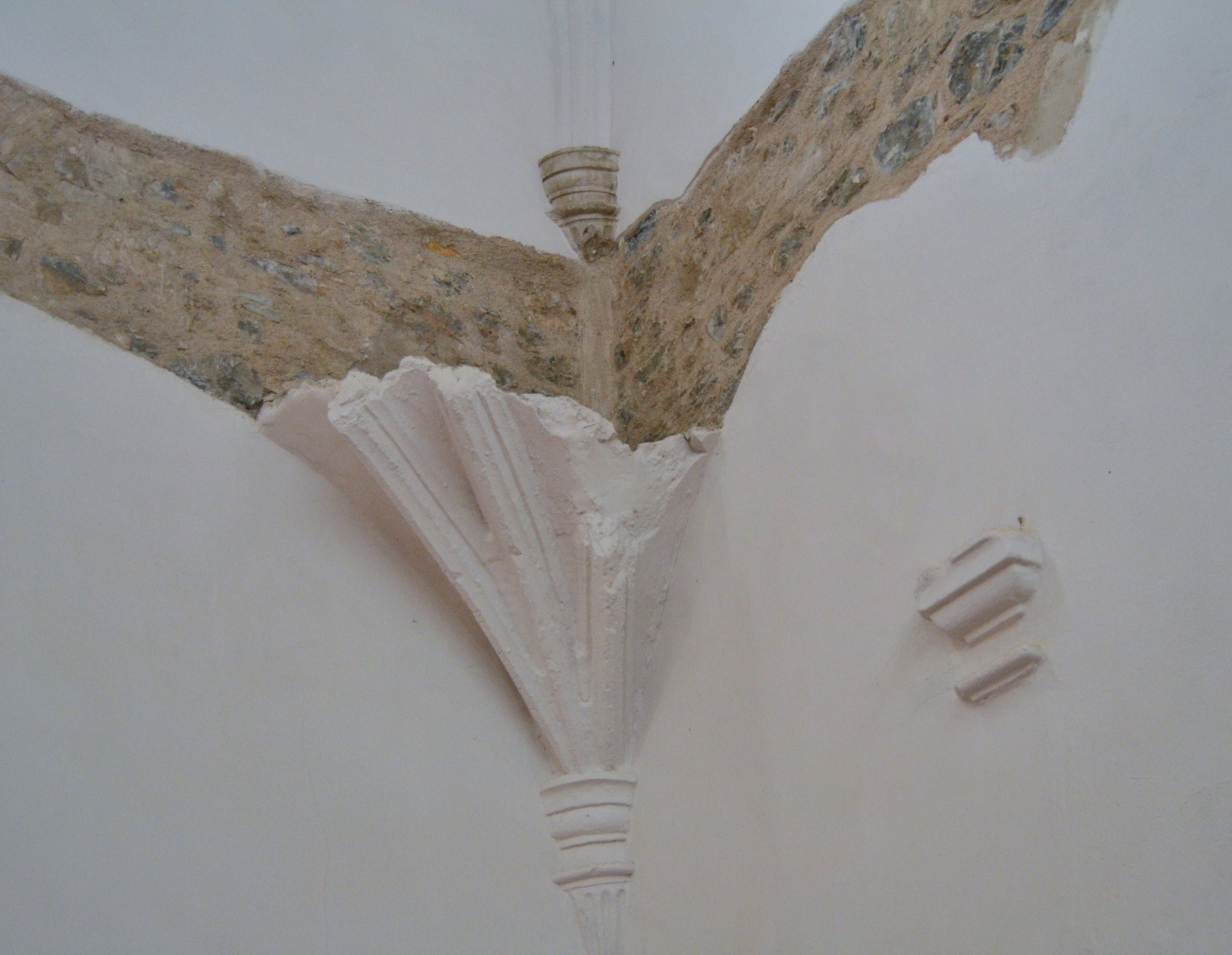
Arranque de los soportes del coro.

En el año 2007 se lleva a cabo un proceso de restauración del edificio de la iglesia que recuperó su estado anterior a la guerra civil. En esta intervención se reconstruyó el suelo, se pintaron las paredes y las cúpulas dejándolas como debieron estar desde la última reforma que se llevó a cabo durante el siglo XVIII, momento en el que se produjo su “barroquización”, incluyéndose profusión de yeserías, con hojas, rocallas y otros elementos luego dorados.

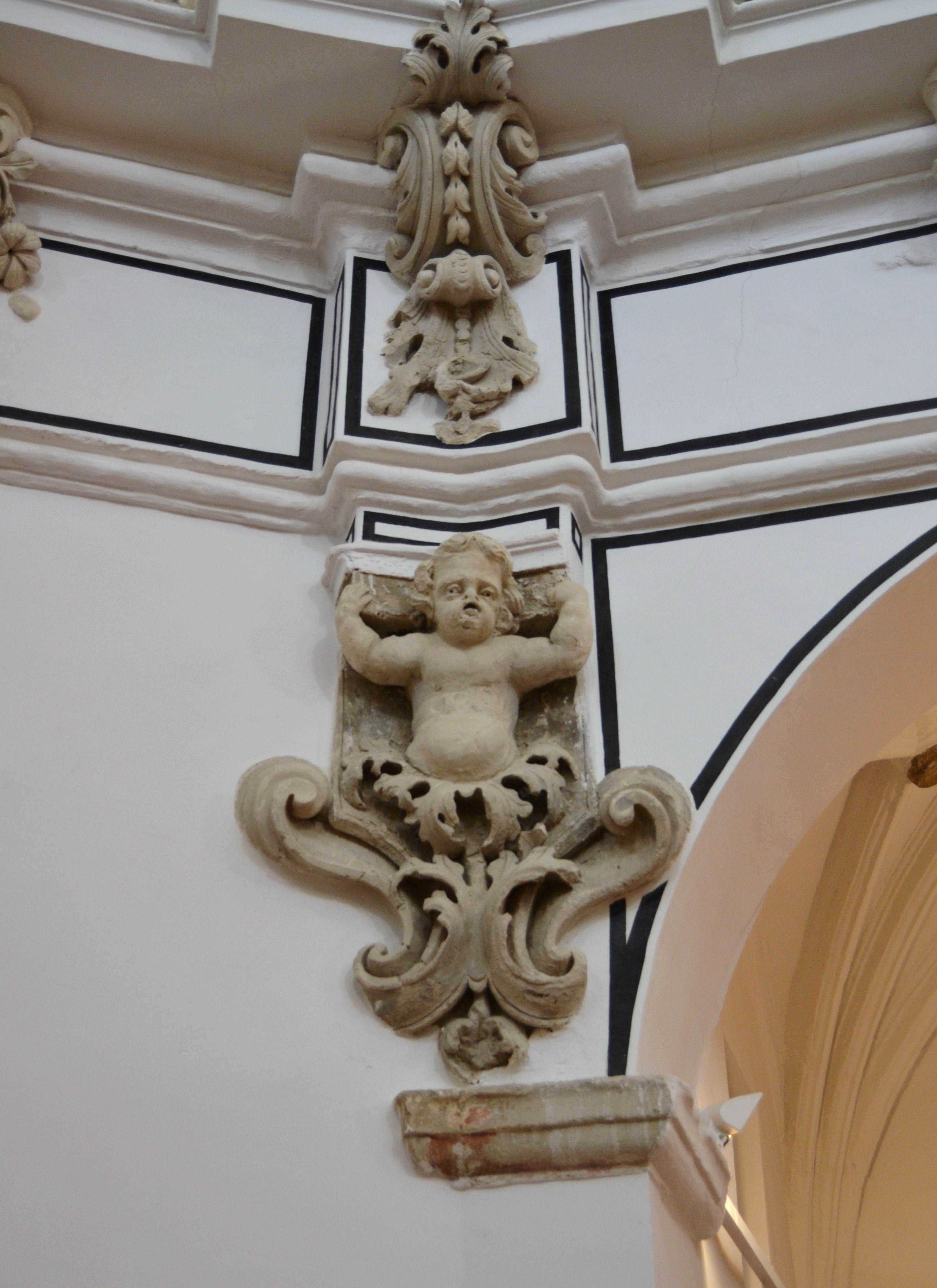
Detalle de pilastra.
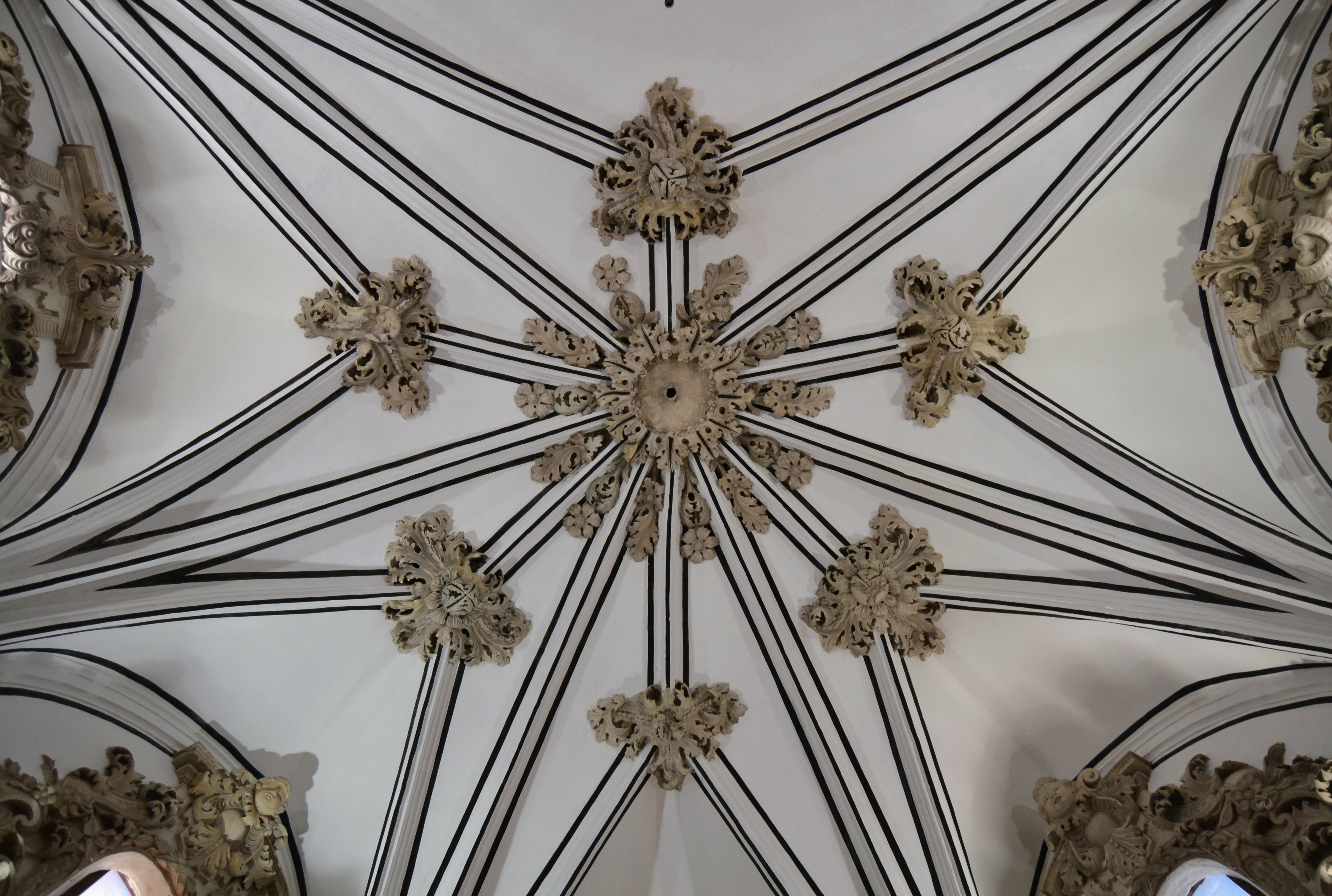
Bóveda del presbiterio.
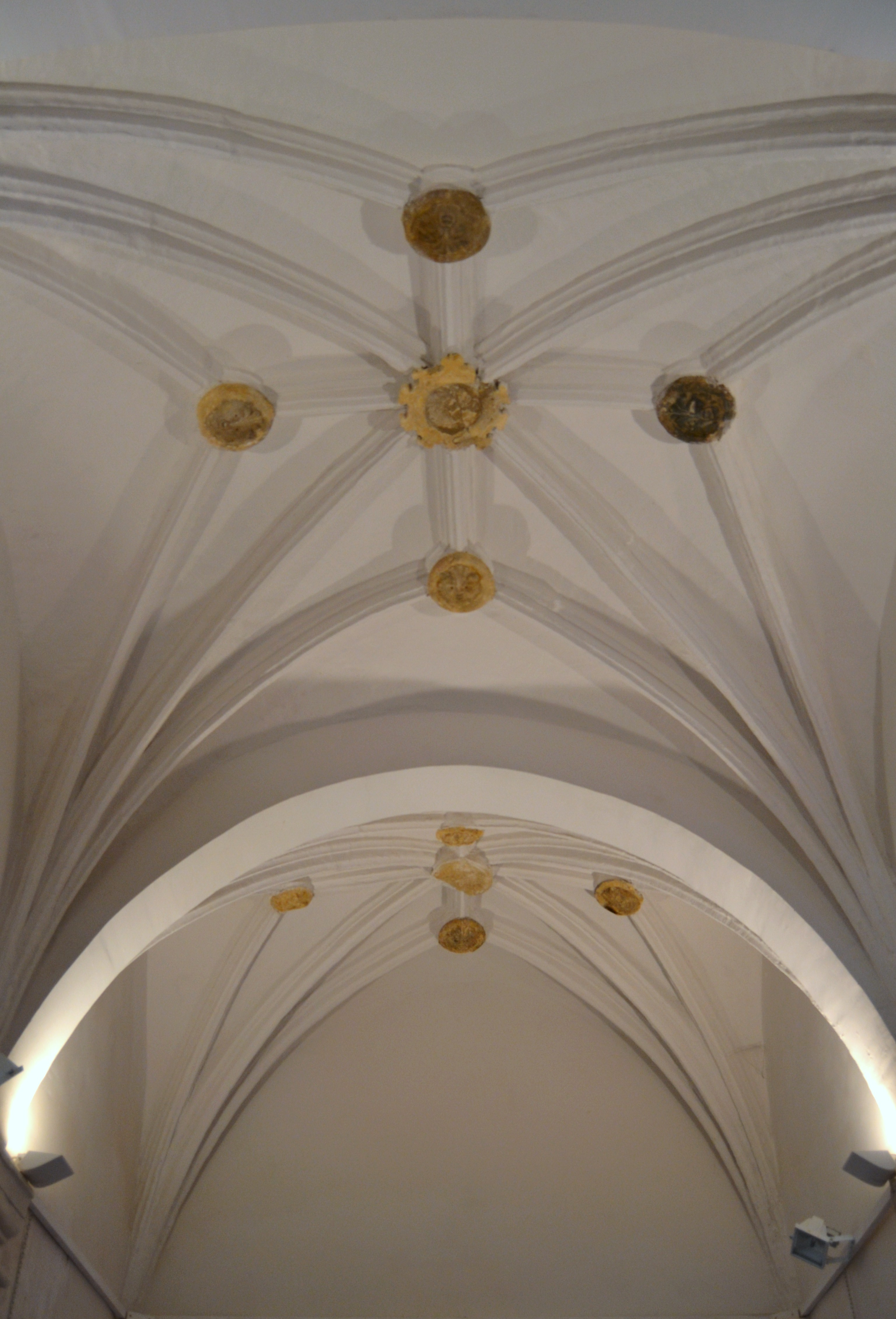
Bóveda de la iglesia.
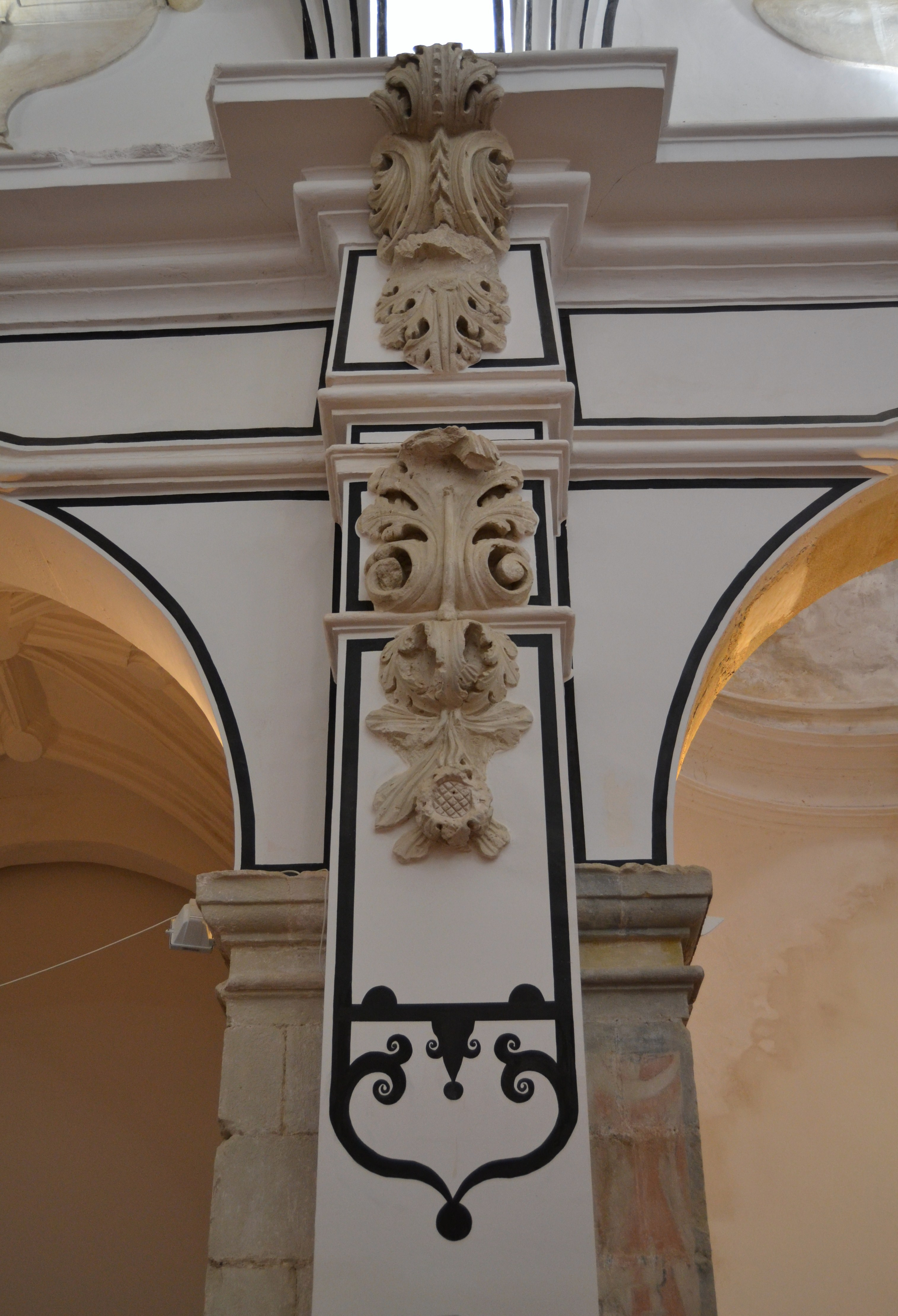
Detalle de pilastra.

Como curiosidad, hay que señalar que el equipo de restauradores recuperó un fresco, que se encontraba pintado encima de la puerta de la Sacristía cuya existencia era desconocía. En este fresco aparecen San Agustín (que es el titular de la iglesia), Santa Mónica y se cree que San Ambrosio. Actualmente constituye el Centro Socio-Cultural “El Socós”, y en él se realizan una variedad de actos de carácter cultural.

## Descripción
La iglesia del convento presenta planta rectangular, con nave central de cuatro crujías con ábside. Las capillas que se sitúan en el lado de la epístola son de profundidad variable, y en la última intervención se han incorporado las capillas del lado del evangelio, que permanecían separadas al seguir formando parte de las instalaciones de las Antiguas Escuelas. En la primera crujía debía existir un coro elevado, ya que todavía se pueden observar los arranques de los soportes, en forma de ménsula.
Las  bóvedas estrelladas tiene su estructura en arcos fajones, pese a que el deterioro del edificio hizo que en las dos primeras crujías de la nave el sistema de cubierta se realizase mediante cerchas metálicas y cubrimiento del tejado inclinado a dos aguas mediante planchas de fibrocemento.

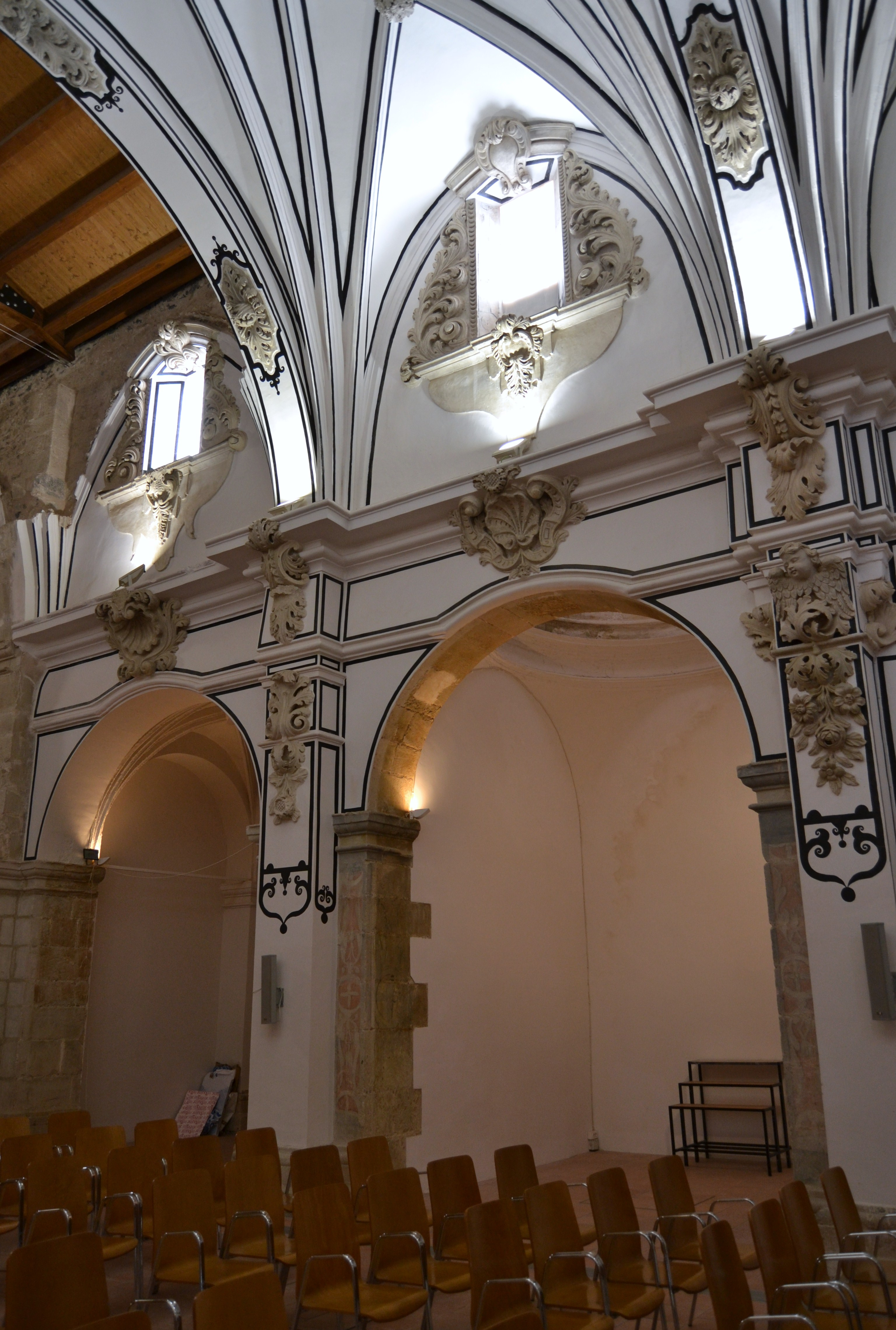
Capillas laterales.
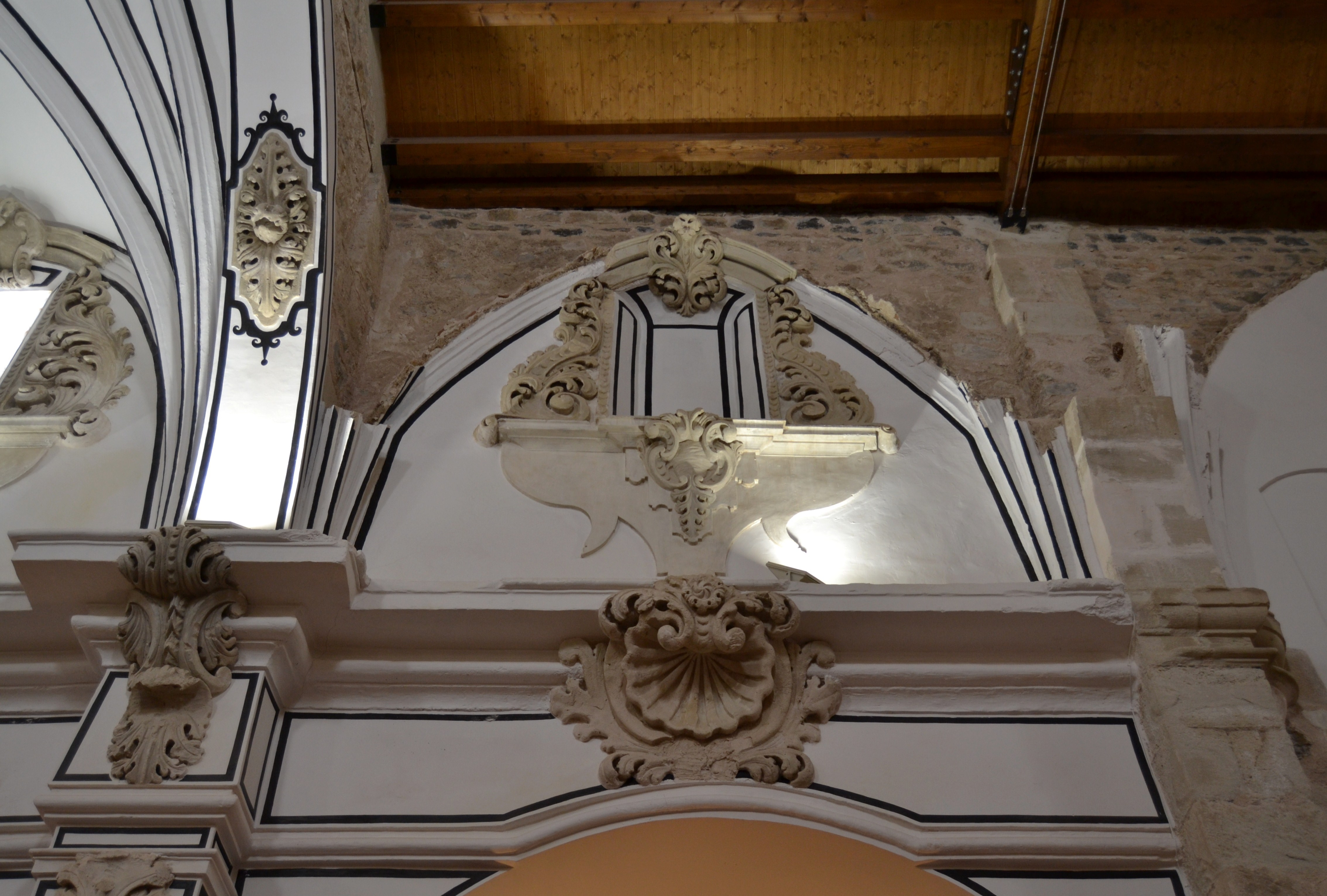
Ventanas de la iglesia.
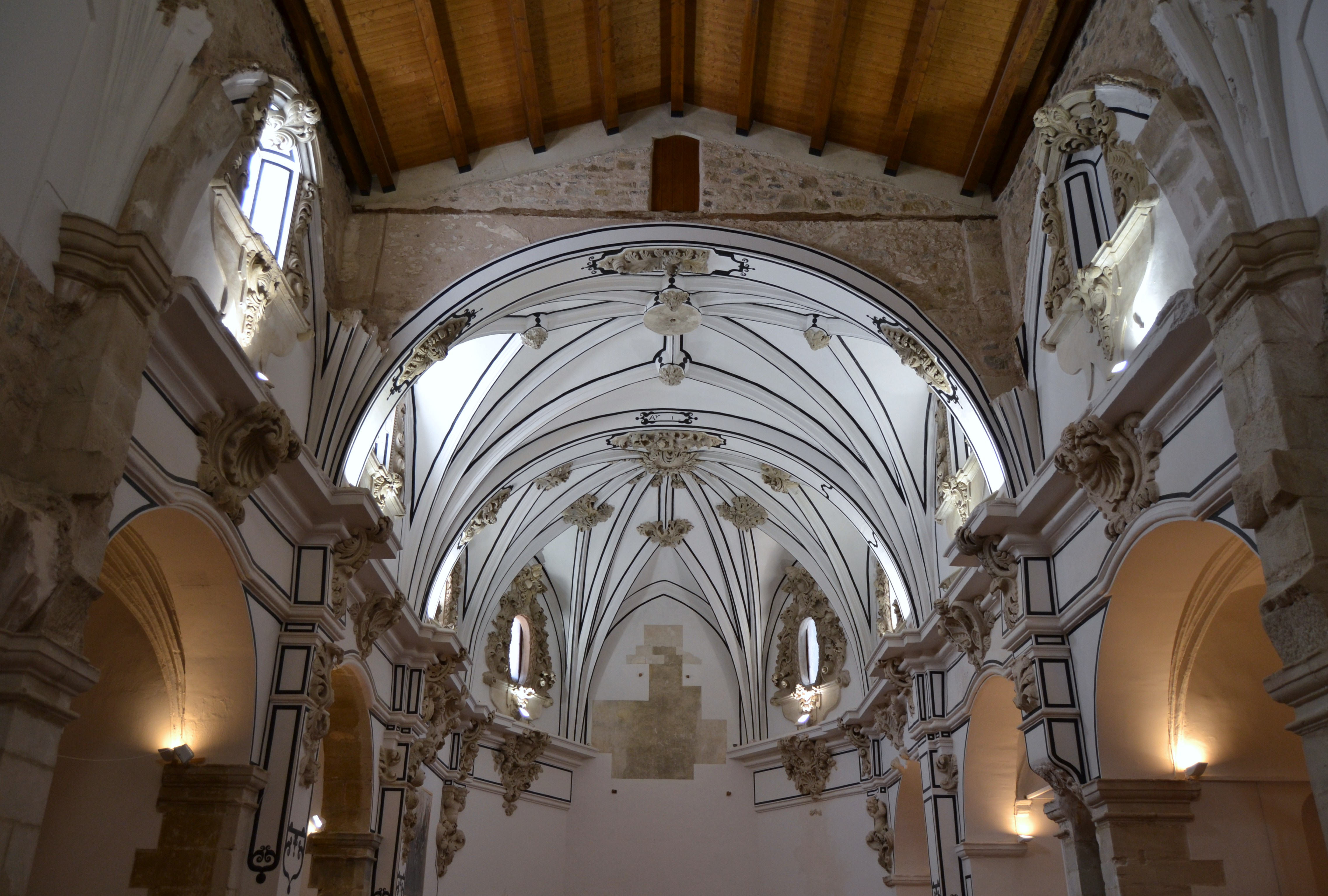
Iluminación interior de la iglesia.
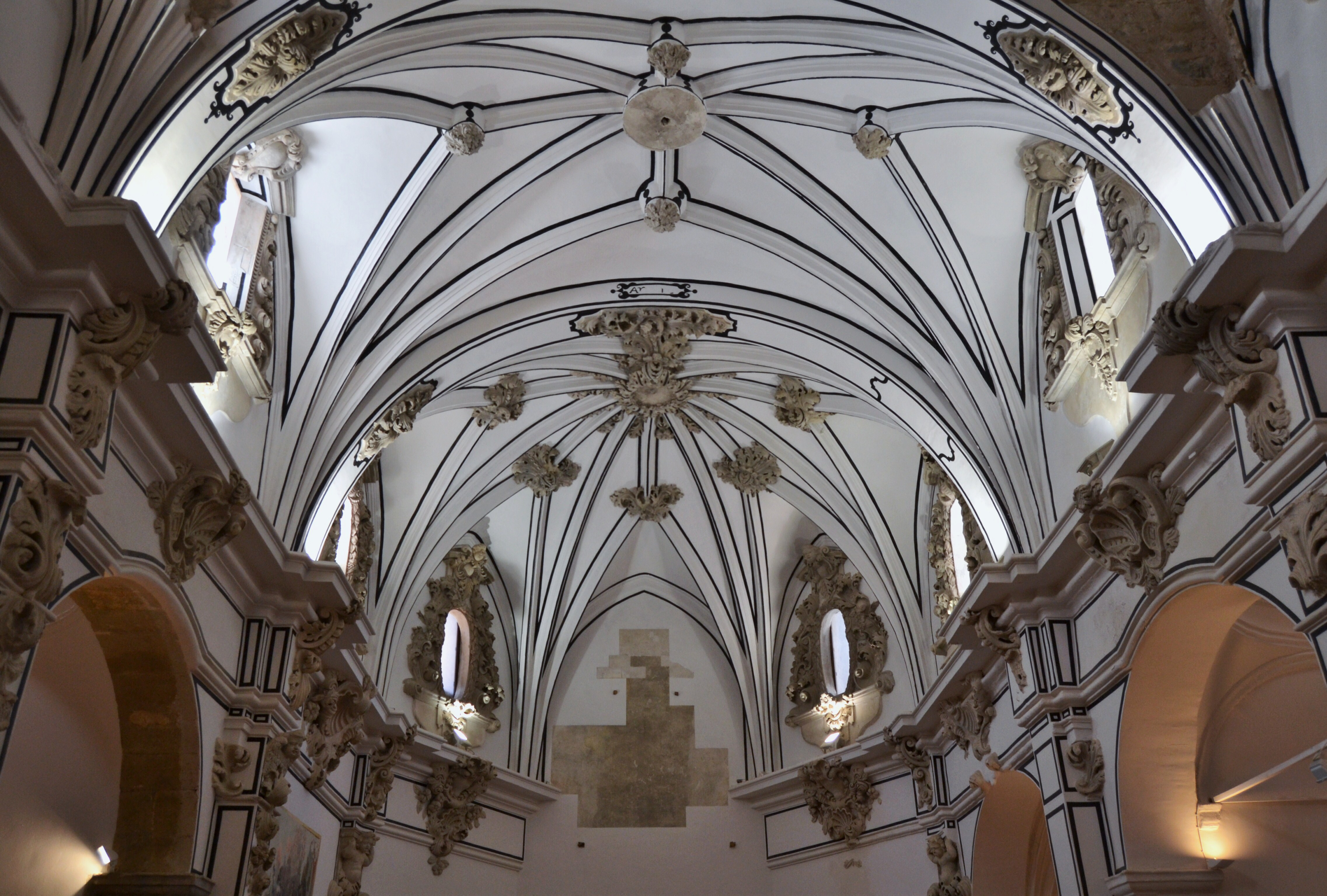
Iluminación interior de la iglesia.
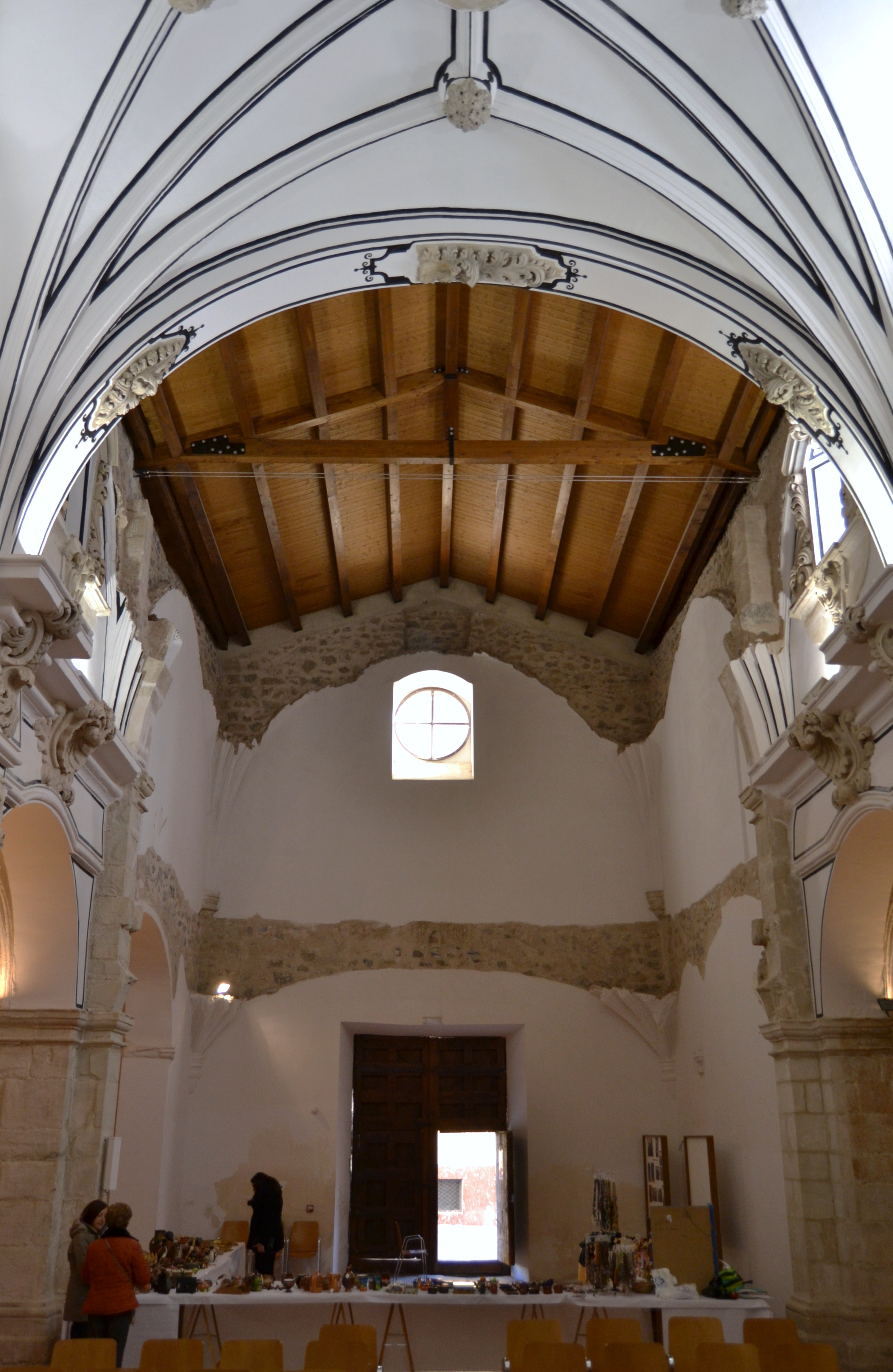
Vista pies de la nave.

Un sistema de huecos distribuidos a lo largo del cuerpo superior dan al edificio una iluminación natural. El acceso al templo se realiza a los pies del mismo, estando la puerta de entrada (datada en 1748, según la inscripción que en ella aparece) muy mal conservada, quizás por el material empleado en su construcción, arenisca. Su estructura es de arco de medio punto, flanqueado por columnas adosadas en parejas, con fuste acanalado. Por las características que presenta se podría deducir que en un primer momento la puerta debía estar rematada con frontón partido y una hornacina, protegida por frontón y tímpano. Además, en el eje presenta un círculo que proporciona iluminación a la zona que debió ocupar el coro.